# X 100pre
X 100pre (estilizado en mayúsculas y abreviación seseante de: Por siempre) es el álbum de estudio debut del cantante puertorriqueño Bad Bunny. Fue lanzado el 24 de diciembre de 2018 a través de Rimas Entertainment. El álbum cuenta con  colaboraciones de Diplo, El Alfa y Drake. La revista Rolling Stone lo colocó en el puesto 41 como uno de los 100 mejores álbumes debut de todos los tiempos y en el puesto 447 de la lista de los 500 mejores álbumes de todos los tiempos.

## Antecedentes y lanzamiento
El disco fue grabado en un descanso de sus extensas giras por América y Europa, inicialmente iba a titularse ‘La nueva religión’. Fue producido en su mayoría por el aclamado productor del género urbano «Tainy» y «La Paciencia "Young Paci"», también por Diplo en la canción «200 MPH». La canción «Estamos bien» se estrenó el 29 de junio del 2018 con vídeo oficial marcando la vuelta de Bad Bunny a la música, «Mía» junto a Drake de la misma manera el 11 de octubre del mismo año y la canción «Solo de mi» 10 días antes de la salida del disco.
Este fue anunciado el 23 de diciembre de 2018, y fue lanzado un día después en la Nochebuena de ese mismo año. En el 2019 se estrenaron los videoclips oficiales de algunas canciones del álbum, empezando por el 23 de enero cuando se estrenó el vídeo oficial de «Caro», posteriormente, el 14 de febrero; el de «Si estuviésemos juntos», el 26 de abril; el de «200 MPH», y el 4 de mayo; el de «Ni bien ni mal».[cita requerida]

## Recepción
El día 20 de noviembre de 2019, fue anunciada su nominación a los 62nd Annual Record Academy Awards (GRAMMYs) en la categoría “Mejor Álbum Alternativo Latino”, compitiendo ante Oasis de J Balvin. En 2020 fue incluido en la lista Rolling Stone de los 500 mejores álbumes de todos los tiempos, en el puesto 447, es uno de los 5 álbumes hispanos en entrar a la lista.

## Lista de canciones
Créditos adaptados de Spotify y Tidal.
| N.º   | Título                        | Escritor(es) | Productor (es)                                  | Duración |  |
| 1.    | «Ni bien ni mal»              | Benito Martínez | Tainy y La Paciencia                            | 3:56     |  |
| 2.    | «200 MPH» (junto a Diplo)     | Martínez | Diplo y La Paciencia                            | 2:51     |  |
| 3.    | «¿Quién tú eres?»             | Martínez, Quentin Shemwell y Casey McMillan                                                                                         | Tainy, La Paciencia y Ric & Thadeus             | 2:39     |  |
| 4.    | «Caro»                        | Martínez y Enrique Martín | Tainy y La Paciencia                            | 3:49     |  |
| 5.    | «Tenemos que hablar»          | Benito Martínez | Tainy y La Paciencia                            | 3:45     |  |
| 6.    | «Otra noche en Miami»         | Martínez | Bad Bunny, Tainy y La Paciencia                 | 3:53     |  |
| 7.    | «Ser Bichote»                 | Martínez | EZ el Ezeta, Henry de la Prida y La Paciencia   | 3:13     |  |
| 8.    | «Si estuviésemos juntos»      | Martínez y Camilo Echeverry | Tainy y La Paciencia                            | 2:49     |  |
| 9.    | «Solo de mi»                  | Martínez | Tainy y La Paciencia                            | 3:18     |  |
| 10.   | «Cuando perriabas»            | Martínez | Tainy y La Paciencia                            | 3:09     |  |
| 11.   | «La Romana» (junto a El Alfa) | Martínez, Chael Betances y Emmanuel Batista                                                                                         | Bad Bunny, Tainy, La Paciencia y Chael Betances | 5:01     |  |
| 12.   | «Como antes»                  | Martínez | Bad Bunny, Tainy y La Paciencia                 | 3:51     |  |
| 13.   | «RLNDT»                       | Martínez y Jesus Cortez | Tainy y La Paciencia                            | 4:45     |  |
| 14.   | «Estamos bien»                | Martínez e Ismael Flores | Bad Bunny, Tainy y La Paciencia                 | 3:28     |  |
| 15.   | «Mía» (junto a Drake)         | Aubrey Graham, Ocasio, Joseph Velez, Noah Assad, Elvin Peña, Xavier Vargas, Francis Diaz, Edgar Vargas, Henry Pulman y Luian Nieves | Mambo Kingz y DJ Luian                          | 3:30     |  |
| 53:57 |                               | |                                                 |          |  |

Notas
- «Ni bien ni mal» y «Mía» son estilizadas en mayúsculas.
- «Caro» contiene voces de fondo sin acreditar de Ricky Martin.[14]
- «¿Quién tú eres?» contiene porciones y extractos del instrumental de Narcos, escrito por Ric & Thadeus.[15]

## Personal
Créditos adaptados de Tidal.
- Noah «40» Shebib - mezcla (pista 15)
- Noel «Gadget» Campbell - mezcla (pista 15)
- Greg Moffett - asistencia de mezcla (pista 15)
- Chris Athens - masterización (pista 15)
- David «DC» Castro - ingeniería (pista 15)
- Lindsay Warner - ingeniería (pista 15)
- Les «Bates» Bateman - ingeniería (pista 15)

## Posicionamiento en listas

### Listas semanales
| Lista (2019)                           | Mejor posición |
| -------------------------------------- | -------------- |
| Canadá (Billboard Canadian Albums)     | 36             |
| España Streaming Albums (PROMUSICAE)   | 1              |
| Estados Unidos (Billboard 200)         | 11             |
| Estados Unidos (Top Latin Albums)      | 1              |
| Estados Unidos (Rolling Stone Top 200) | 48             |
| Italia (FIMI)                          | 64             |
| Países Bajos (Album Top 100)           | 130            |
| Suiza (Schweizer Hitparade)            | 72             |

### Listas de fin de año
| Listas (2019)                  | Posición |
| ------------------------------ | -------- |
| Estados Unidos (Billboard 200) | 43       |

## Certificaciones
| País           | Organismo certificador | Certificación | Ventas certificadas | Ref.   |
| -------------- | ---------------------- | ------------- | ------------------- | ------ |
| España         | PROMUSICAE             | Platino       | 40 000              | [ 25 ] |
| Estados Unidos | RIAA (Latin)           | Platino       | 600 000             | [ 26 ] |